# The Avons
The Avons was een Britse pop-zanggroep.

## Bezetting en oprichting
- Valerie Murtagh (Willesden, Londen, 1936)
- Elaine Murtagh (County Cork, Ierland, 1940)
- Raymond S. Adams (Jersey, 1938)

De groep werd opgericht als The Avon Sisters. Later kwam daar Adams bij en werd de groep hernoemd naar The Avons.

## Carrière
De twee schoonzussen Valerie en Elaine Murtagh traden op als The Avon Sisters bij de BBC Radio Exhibition in 1958, in de Olympia Exhibition Halls in Earls Court in Londen. Daar werden ze opgemerkt door Norrie Paramor, die hen liet tekenen bij Columbia Records. Hun eerste single was met The Mudlarks op de B-kant van hun single My Grandfather Clock (1958), een cover van Which Witch Doctor. Daaropvolgend voegden ze Ray Adams van Nat Gonellas band toe en wijzigden hun naam in The Avons.
Hun eerste singlepublicatie in 1959 was een coverversie van Seven Little Girls (Sitting in the Back Seat), geschreven door Bob Hilliard en Lee Pockriss. Het nummer bereikte een 3e plaats in de Britse singlehitlijst en bleef daar 13 weken.
The Avons hadden drie verdere hitklasseringen in de top 50 van 1961, maar ze konden niet meer evenaren aan het eerdere succes. De volgende klasseringen waren We're Only Young Once, Four Little Heels en de cover Rubber Ball van Bobby Vee. The Avons werden benaderd om de song Pickin' Petals te vertolken tijdens de kwalificatieronde voor het Eurovisiesongfestival van 1960, maar hun deelname werd geannuleerd door een voorschrift van de European Broadcasting Union, dat bepaalde, dat trio's niet mochten meedingen.
Hun song Dance On! (1963) was opgenomen als een instrumentaal nummer door The Shadows. Een gezongen versie werd het daaropvolgende jaar opgenomen door Kathy Kirby. Ze schreven ook In Summer, een nummer 5-hit voor Billy Fury in 1963.
Tussen 1963 en 1964 nam de groep ook op voor Decca Records en Fontana Records, zonder meerdere hits te scoren. Valerie Murtagh werd een succesvol songwriter en bleef betrokken bij de Britse muziekwereld. Met haar partner Harold Spiro schreef ze onder de naam Valerie Avon de Britse inzending Long Live Love voor het Eurovisiesongfestival 1974, vertolkt door Olivia Newton-John.

## Groepen met dezelfde naam
Er bestond ook een Amerikaanse doowopgroep uit de jaren 1950 met deze naam. Hun grootste hit was Baby (1957). Er was nog een derde groep met dezelfde naam, die was samengesteld uit drie meiden uit Nashville: Paula Hester, Beverly Bard en Fran Bard. Ze namen verschillende northern soul songs op bij het sublabel Groove Records van RCA Records in 1963, daarna wisselden ze in 1966 naar Sound Stage 7 en vervolgens naar Excello Records in 1967. Ze publiceerden hun laatste single bij Ref-o-Ree in 1968.